# ルーウェン・フィルス
ルーウェン・フィルス (Ruwen Filus、1988年2月14日 - ) は、ドイツ・ニーダーザクセン州ビュッケブルク出身の卓球選手。2017年世界選手権デュッセルドルフ大会ベスト16。ブンデスリーガのde:TTC RhönSprudel Fulda-Maberzellでプレーしている。

## プレースタイル
戦型はカット主戦型である。

## 主な戦績
2018年
- ヨーロッパ卓球選手権 男子ダブルス 3位（リカルド・ワルサーペア）

2019年
- ITTFチャレンジ・タイオープン 男子シングルス 優勝